# آنا شيرباكوفا
آنا ستانيسلافوفنا شيرباكوفا (الروسية:Анна Станиславовна Щербакова، من مواليد 28 مارس 2004) لاعبة تزلج على الجليد روسية، بطلة تزلج روسية وطنية عام 2019، حصلت على الميدالية الفضية العالمية للناشئين عام 2018 ، والبطولة الأولمبية العالمية عام 2018 ، والميدالية الفضية العالمية للناشئين عام 2018 ، و بطولة التزلج على الجليد الروسية 2019

## روابط خارجية
- آنا شيرباكوفا في الاتحاد الدولي للتزلج